# André Barlatier
Pour les articles homonymes, voir Barlatier.

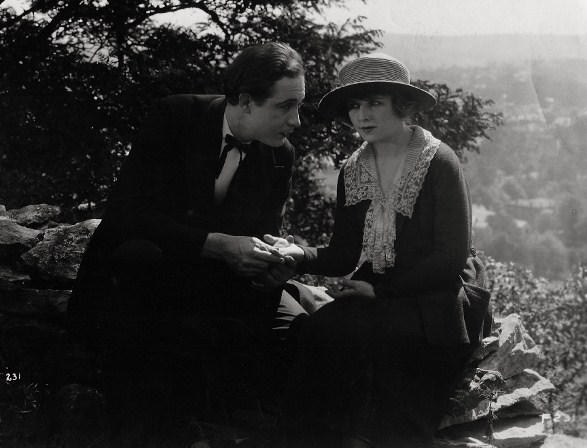
Monte Blue et Diana Allen, dans The Kentuckians (1921)

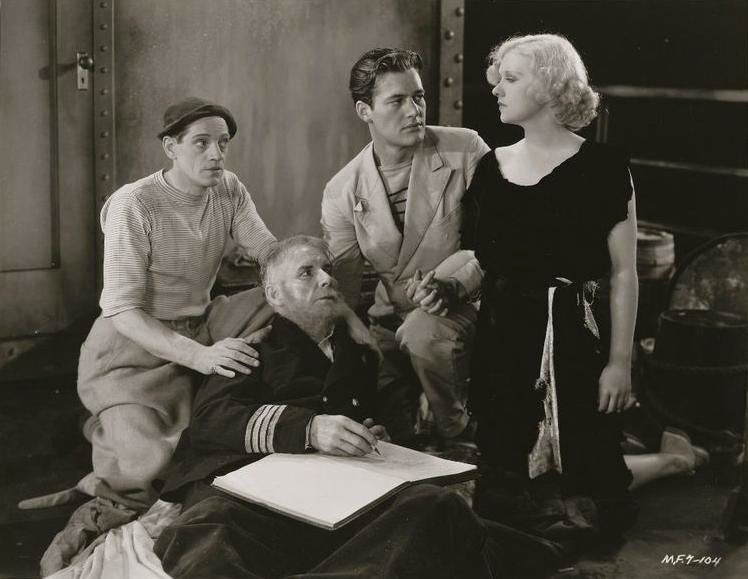
De g. à d. : Eddie Borden, Clarence Geldart, Charles Starrett et Anita Page, dans Jungle Bride (1933)

André Jean Raphaël Barlatier, né le 28 août 1882 dans le 9e arrondissement de Paris et mort le 7 novembre 1943 à Hollywood, Los Angeles (Californie), est un directeur de la photographie français.
Ayant fait carrière aux États-Unis, il était membre de l'ASC, sous son nom américanisé d’Andre J. R. Barlatier, bien que généralement crédité sous son nom de naissance (le prénom parfois sans accent).

## Biographie
Fils de l'industriel et compositeur de musique Albert Barlatier (1850-1925) et de l'artiste lyrique Gabrielle Bilange (1849-1890), André Barlatier s'installe aux États-Unis entre 1910, année où il est nommé officier d'Académie, et 1914 année où, repéré par le producteur Carl Laemmle (fondateur d'Universal), il débute comme chef opérateur sur Neptune's Daughter d'Herbert Brenon, avec Annette Kellerman. Il retrouvera l'actrice et le réalisateur sur A Daughter of the Gods, son deuxième film sorti en 1916.
Œuvrant surtout durant la période du cinéma muet, il collabore à cinquante-trois films américains jusqu'en 1933, pour le compte de divers studios, dont la Metro-Goldwyn-Mayer (de 1924 à 1930) et Universal. Par la suite, il contribue seulement à six courts métrages (dont trois avec les Trois Stooges et réalisés par Del Lord) sortis en 1937 et 1938, avant un ultime long métrage de 1941 (Redhead d'Edward L. Cahn, avec Eric Blore).
Parmi les autres réalisateurs qu'il assiste, mentionnons Frank Capra (trois films, dont Le Dirigeable en 1931 comme chef opérateur, les deux autres comme cadreur), W. S. Van Dyke (cinq films muets, dont The Little Girl Next Door en 1923, avec Pauline Starke) et Robert Z. Leonard (trois films muets, dont Cheaper to Marry en 1925, avec Conrad Nagel)

## Filmographie partielle
(comme directeur de la photographie, sauf mention contraire)
- 1914 : Neptune's Daughter d'Herbert Brenon
- 1916 : La Fille des dieux (A Daughter of the Gods) d'Herbert Brenon
- 1916 : Extravagance de Burton L. King
- 1916 : The Scarlet Oath de Frank Powell et Travers Vale
- 1917 : The Argyle Case de Ralph Ince
- 1917 : Le Maître du silence (The Silent Master) de Léonce Perret
- 1917 : The Burglar d'Harley Knoles
- 1918 : The Eleventh Commandment de Ralph Ince
- 1918 : The Burden of Proof de John G. Adolfi et Julius Steger
- 1919 : A Regular Girl de James Young
- 1920 : Out of the Storm (en) de  William Parke
- 1921 : The Kentuckians de Charles Maigne
- 1921 : Without Limit de George D. Baker
- 1922 : A Dangerous Adventure de Jack et Sam Warner
- 1923 : The Little Girl Next Door de W. S. Van Dyke
- 1924 : Un pleutre (The Snob) de Monta Bell
- 1924 : Half-a-Dollar Bill de W. S. Van Dyke
- 1925 : La Dame de la nuit (Lady of the Night) de Monta Bell
- 1925 : Cheaper to Marry de Robert Z. Leonard
- 1925 : La Cité en flammes (Barriers burned Away) de W. S. Van Dyke
- 1925 : The Primrose Path de Harry O. Hoyt
- 1926 : Two Can Play de Nat Ross
- 1926 : Exit Smiling de Sam Taylor
- 1926 : Devil's Island de Frank O'Connor
- 1926 : Going the Limit de Chester Withey
- 1927 : The Bugle Call d'Edward Sedgwick
- 1927 : Adam and Evil de Robert Z. Leonard
- 1928 : Monique et son tuteur (Beau Broadway) de Malcolm St. Clair
- 1928 : Mon pékinois (The Baby Cyclone) d'A. Edward Sutherland
- 1929 : Le Martyr imaginaire (A Single Man) d'Harry Beaumont
- 1930 : Épouses à louer (Borrowed Wives) de Frank R. Strayer
- 1931 : Le Dirigeable (Dirigible) de Frank Capra
- 1931 : Le Père célibataire de Chester M. Franklin et Arthur Robison (version française de The Bachelor Father de Robert Z. Leonard, même année de sortie)
- 1932 : La Ruée (American Madness) de Frank Capra (cadreur)
- 1933 : Grande Dame d'un jour (Lady for a Day) de Frank Capra (cadreur)
- 1933 : Jungle Bride de Harry O. Hoyt
- 1937 : 3 Dumb Clucks de Del Lord (court métrage)
- 1933 : Jungle Bride d'Harry O. Hoyt et Albert H. Kelley
- 1938 : Termites of 1938 de Del Lord (court métrage)
- 1938 : Wee Wee Monsieur de Del Lord (court métrage)
- 1941 : Redhead d'Edward L. Cahn